# ジャンジャコモ・マニャーニ
ジャンジャコモ・マニャーニ（イタリア語: Giangiacomo Magnani、1995年10月4日 - ）は、イタリア・コッレッジョ出身のサッカー選手。セリエA・エラス・ヴェローナFC所属。ポジションはディフェンダー。

## 経歴
ASDシラクサでのプレーが評価され、2018年にはユヴェントスFCへ移籍する。しかし、即座にサッスオーロへ移籍することとなる。
2020年9月2日、エラス・ヴェローナFCにレンタルで移籍することが発表された。一定条件を達成すると買い取り義務が発生する。
2022年1月16日、UCサンプドリアに買い取りオプション付きのレンタルで移籍することが発表された。